# Gran Premi d'Espanya de Motocròs 250cc 1981
L'edició de 1981 del Gran Premi d'Espanya de Motocròs 250cc fou la 20a d'aquesta prova. Organitzat per la Penya Motorista 10 x Hora, el Gran Premi era la primera prova del Campionat del Món d'aquell any i tingué lloc el cap de setmana del 4 i 5 d'abril al Circuit del Vallès, en terrenys de l'antiga Mancomunitat Sabadell-Terrassa (actualment dins el terme municipal de Terrassa). Hi participaren 44 pilots de 24 països diferents (tres dels quals catalans) i hi assistiren nombrosos espectadors.

## Patrocinadors
Les principals empreses i entitats patrocinadores de la prova varen ser aquestes:
| - La Caixa - Repsol - Pirelli - Derbi - Favre-Leuba - Ato - Coca-Cola | - SEAT - Velázquez S.A. Assegurances - San Miguel - Aperitius Risi - Lubricants Motul - Lubricants Gulf - Equipomotores Mahle |

## Horaris
| Dia      | Hora inici | Hora final | Programa                                          |
| -------- | ---------- | ---------- | ------------------------------------------------- |
| Dissabte | 15:00      | 15:30      | Entrenaments Trofeu Montesa                       |
| Dissabte | 15:35      | 16:15      | Entrenaments pilots internacionals                |
| Dissabte | 16:20      | 16:50      | Primera mànega pilots Sènior i Súper 250cc        |
| Dissabte | 16:55      | 17:30      | Primera mànega Trofeu Montesa                     |
| Dissabte | 17:35      | 18:35      | Entrenaments pilots internacionals                |
| Dissabte | 18:40      | 19:15      | Primera mànega pilots Sènior i Súper 250cc        |
|          |            |            |                                                   |
| Diumenge | 8:00       | 8:30       | Entrenaments pilots internacionals (lliures)      |
| Diumenge | 8:30       | 9:30       | Entrenaments pilots internacionals (cronometrats) |
| Diumenge | 9:40       | 10:15      | Segona mànega Trofeu Montesa                      |
| Diumenge | 10:20      | 10:55      | Presentació dels pilots internacionals            |
| Diumenge | 11:00      | 11:50      | Primera Mànega GP d'Espanya 250cc                 |
| Diumenge | 12:10      | 12:45      | Segona mànega pilots Sènior i Súper 250cc         |
| Diumenge | 13:05      | 13:50      | Segona Mànega GP d'Espanya 250cc                  |

1. ↑  La prova del Trofeu Montesa estava reservada a pilots Júnior, que hi havien de participar amb el model Cappra VF de 250cc

## Entrenaments
Els pilots més destacats durant els entrenaments de dissabte varen ser els anglesos de Yamaha David Watson i Neil Hudson, seguits pels alemanys Fritz Schneider (Sachs) i Rolf Dieffenbach (Honda), el neerlandès Kees van der Ven (KTM) i els belgues Raymond Boven (Honda) i Georges Jobé (el campió del món vigent, amb Suzuki).

## Curses

### Primera mànega
| Posició | No. | Pilot               | Motocicleta |
| ------- | --- | ------------------- | ----------- |
| 1       | 1   | Georges Jobé        | Suzuki      |
| 2       | 6   | Jean-Claude Laquaye | SWM         |
| 3       | 39  | Soren Mortensen     | KTM         |
| 4       | 11  | Fritz Köbele        | Honda       |
| 5       | 5   | Raymond Boven       | Honda       |
| 6       | 13  | Hans Maisch         | Maico       |
| 7       | 4   | Rolf Dieffenbach    | Honda       |
| 8       | 42  | Maurizio Dolce      | Maico       |
| 9       | 2   | Kees van der Ven    | KTM         |
| 10      | 23  | Mike Guerra         | Husqvarna   |

### Segona mànega
| Posició | No. | Pilot             | Motocicleta |
| ------- | --- | ----------------- | ----------- |
| 1       | 1   | Georges Jobé      | Suzuki      |
| 2       | 25  | Neil Hudson       | Yamaha      |
| 3       | 2   | Kees van der Ven  | KTM         |
| 4       | 4   | Rolf Dieffenbach  | Honda       |
| 5       | 46  | Michele Magarotto | Gilera      |
| 6       | 13  | Hans Maisch       | Maico       |
| 7       | 23  | Mike Guerra       | Husqvarna   |
| 8       | 14  | Heinz Kinigadner  | Puch        |
| 9       | 5   | Raymond Boven     | Honda       |
| 10      | 41  | Simo Taimi        | Husqvarna   |

## Classificació final

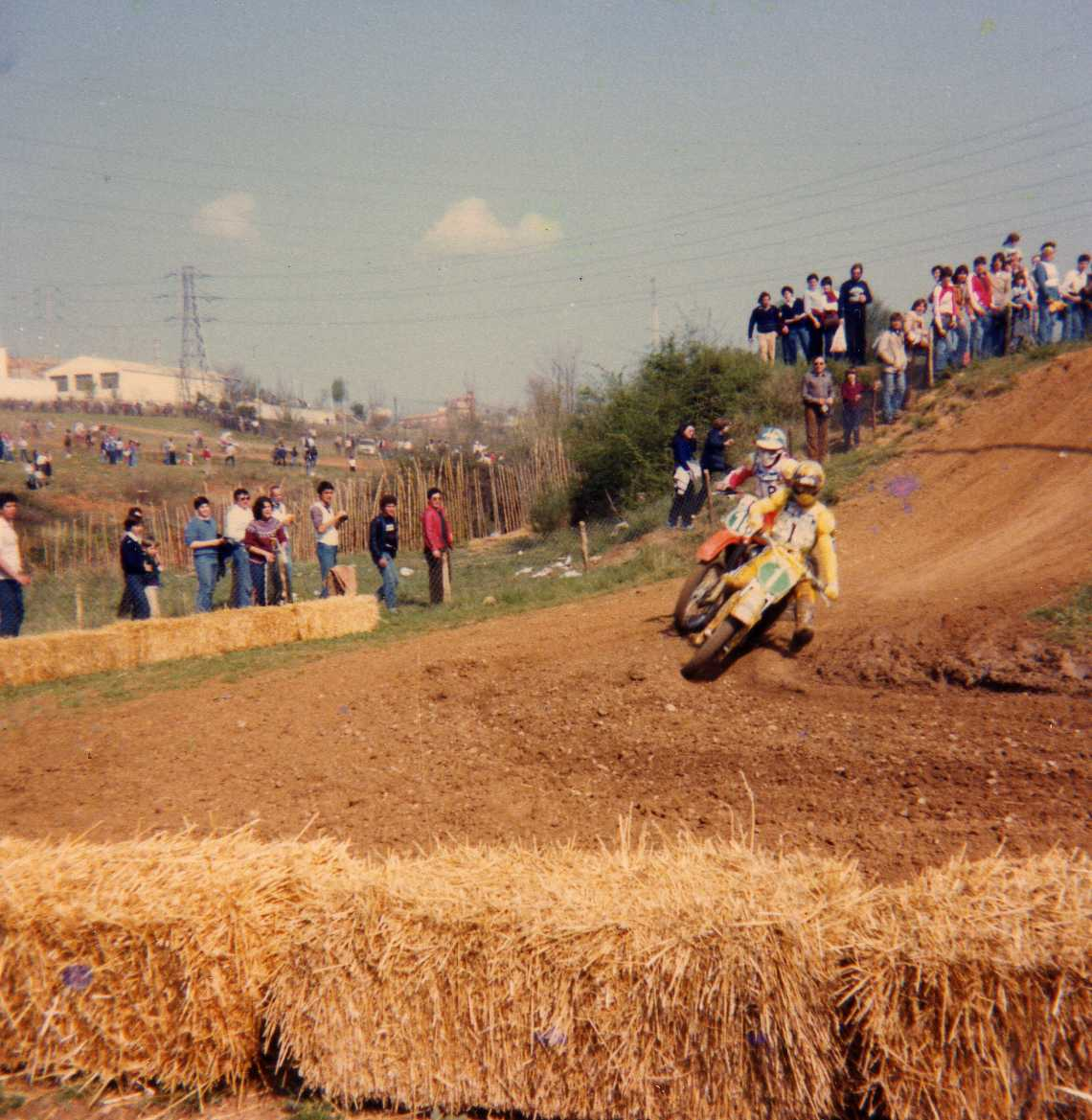
Georges Jobé, guanyador del GP, avançant Albert Ribó

| Posició | Pilot            | Motocicleta | Punts |
| ------- | ---------------- | ----------- | ----- |
| 1       | Georges Jobé     | Suzuki      | 2     |
| 2       | Rolf Dieffenbach | Honda       | 11    |
| 3       | Kees van der Ven | KTM         | 12    |
| 4       | Hans Maisch      | Maico       | 12    |